# Slim Jedidi
Slim Jedidi (Arabisch: سليم الجديدي) (17 april 1970) is een Tunesisch voormalig voetbalscheidsrechter. Hij was in dienst van de FIFA en CAF tussen 2007 en 2015. Ook leidde hij tot 2015 wedstrijden in de Ligue Professionnelle 1.
Op 8 april 2007 leidde Jedidi zijn eerste wedstrijd in de Tunesische eerste divisie. De wedstrijd tussen ES Hammam-Sousse en Étoile Sportive du Sahel eindigde in een 1-5-overwinning in het voordeel van Étoile Sportive du Sahel. Hij hield in dit duel de kaarten in de zak en gaf niemand een prent. De eerste interland die Jedidi floot, was die tussen Niger en Angola. Dit duel werd met 1-2 gewonnen door Angola.
Jedidi werd aangesteld als scheidsrechter op de Afrika Cup 2012 en de Afrika Cup 2013. In maart 2013 noemde de FIFA Jedidi een van de vijftig potentiële scheidsrechters voor het WK 2014. Uiteindelijk werd hij niet opgenomen op de lijst voor dat toernooi.

## Interlands
| Datum            | Plaats                      | Wedstrijd                  | Uitslag | Competitie             | Kreeg geel | Kreeg voor de tweede keer geel en dus rood | Weggestuurd |
| ---------------- | --------------------------- | -------------------------- | ------- | ---------------------- | ---------- | ------------------------------------------ | ----------- |
| 8 juni 2008      | Niamey, Niger               | Niger – Angola             | 1 – 2   | WK 2010 kwalificatie   | 1          | 0                                          | 0           |
| 23 januari 2009  | Caïro, Egypte               | Egypte – Kenia             | 1 – 0   | Vriendschappelijk      | 0          | 0                                          | 0           |
| 12 augustus 2009 | Caïro, Egypte               | Egypte – Guinee            | 3 – 3   | Vriendschappelijk      | 2          | 0                                          | 0           |
| 14 november 2009 | Omdurman, Soedan            | Soedan – Benin             | 1 – 2   | WK 2010 kwalificatie   | 2          | 0                                          | 0           |
| 5 september 2010 | Calabar, Nigeria            | Nigeria – Madagaskar       | 2 – 0   | AK 2012 kwalificatie   | 0          | 0                                          | 0           |
| 27 maart 2011    | Abuja, Nigeria              | Nigeria – Ethiopië         | 4 – 0   | AK 2012 kwalificatie   | 1          | 0                                          | 0           |
| 5 juni 2011      | Caïro, Egypte               | Egypte – Zuid-Afrika       | 0 – 0   | AK 2012 kwalificatie   | 4          | 0                                          | 0           |
| 24 januari 2012  | Franceville, Gabon          | Mali – Guinee              | 1 – 0   | AK 2012                | 4          | 0                                          | 0           |
| 30 januari 2012  | Malabo, Equatoriaal-Guinea  | Ivoorkust – Angola         | 2 – 0   | AK 2012                | 4          | 0                                          | 0           |
| 2 juni 2012      | Abidjan, Ivoorkust          | Ivoorkust – Tanzania       | 2 – 0   | WK 2014 kwalificatie   | 1          | 1                                          | 0           |
| 15 juni 2012     | Blida, Algerije             | Algerije – Gambia          | 4 – 1   | AK 2013 kwalificatie   | 1          | 0                                          | 0           |
| 26 juli 2012     | Newcastle, Engeland         | Mexico – Zuid-Korea        | 0 – 0   | Olympische Spelen 2012 | 1          | 0                                          | 0           |
| 1 augustus 2012  | Coventry, Engeland          | Japan – Honduras           | 0 – 0   | Olympische Spelen 2012 | 2          | 0                                          | 0           |
| 8 september 2012 | Bamako, Mali                | Mali – Botswana            | 3 – 0   | AK 2013 kwalificatie   | 0          | 0                                          | 0           |
| 13 oktober 2012  | Dakar, Senegal              | Senegal – Ivoorkust        | 0 – 2   | AK 2013 kwalificatie   | 1          | 0                                          | 0           |
| 20 januari 2013  | Port Elizabeth, Zuid-Afrika | Mali – Niger               | 1 – 0   | AK 2013                | 3          | 0                                          | 0           |
| 27 januari 2013  | Port Elizabeth, Zuid-Afrika | Kaapverdië – Angola        | 2 – 1   | AK 2013                | 5          | 0                                          | 0           |
| 6 februari 2013  | Nelspruit, Zuid-Afrika      | Burkina Faso – Ghana       | 1 – 1   | AK 2013                | 3          | 1                                          | 0           |
| 7 september 2013 | Lubango, Angola             | Angola – Liberia           | 4 – 1   | WK 2014 kwalificatie   | 3          | 0                                          | 0           |
| 1 juni 2014      | Harrison, Verenigde Staten  | Verenigde Staten – Turkije | 2 – 1   | Vriendschappelijk      | 0          | 0                                          | 0           |
| 15 november 2014 | Lomé, Togo                  | Togo – Guinee              | 1 – 4   | AK 2015 kwalificatie   | 1          | 0                                          | 0           |
| 9 oktober 2015   | Radès, Tunesië              | Tunesië – Gabon            | 3 – 3   | Vriendschappelijk      | 0          | 0                                          | 0           |